# Tūdār-e Şamadī
Tūdār-e Şamadī (persiska: توئی دَر سَمَدی, تودار صمدی) är en ort i Iran.   Den ligger i provinsen Kurdistan, i den nordvästra delen av landet, 400 km väster om huvudstaden Teheran. Tūdār-e Şamadī ligger 1 843 meter över havet och antalet invånare är 442.
Terrängen runt Tūdār-e Şamadī är kuperad. Runt Tūdār-e Şamadī är det ganska tätbefolkat, med 222 invånare per kvadratkilometer. Närmaste större samhälle är Shūyesheh, 17,0 km sydväst om Tūdār-e Şamadī. Trakten runt Tūdār-e Şamadī består i huvudsak av gräsmarker.